# Trausella
Trausella (piemontesisch Trausela) ist eine Fraktion der italienischen Gemeinde (comune) Valchiusa in der Metropolitanstadt Turin (TO), Region Piemont.

## Geographie
Die Ortschaft liegt 47 km Luftlinie von Turin und etwa 9 km Luftlinie nordwestlich von Ivrea im Val Chiusella in den Grajischen Alpen auf einer Höhe von 654 m s.l.m.

## Geschichte
Trausella war bis 2018 eine eigenständige Gemeinde und schloss sich am 1. Januar 2019 mit den Gemeinden Meugliano und Vico Canavese zur neuen Gemeinde Valchiusa zusammen. Das Gemeindegebiet umfasste eine Fläche von 12,24 km².

## Sehenswürdigkeiten
- Die Pfarrkirche di San Grato

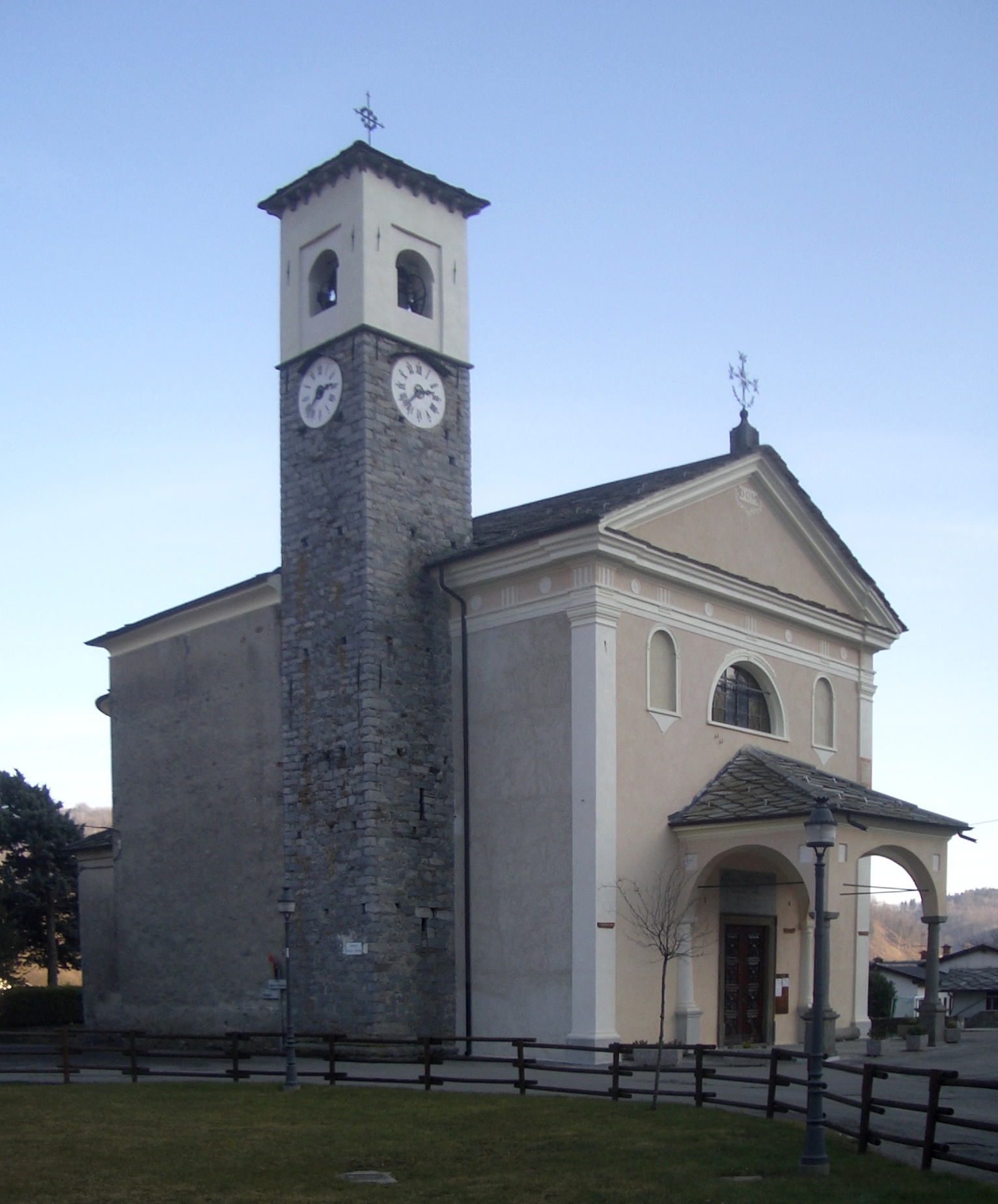
Pfarrkirche San Grato
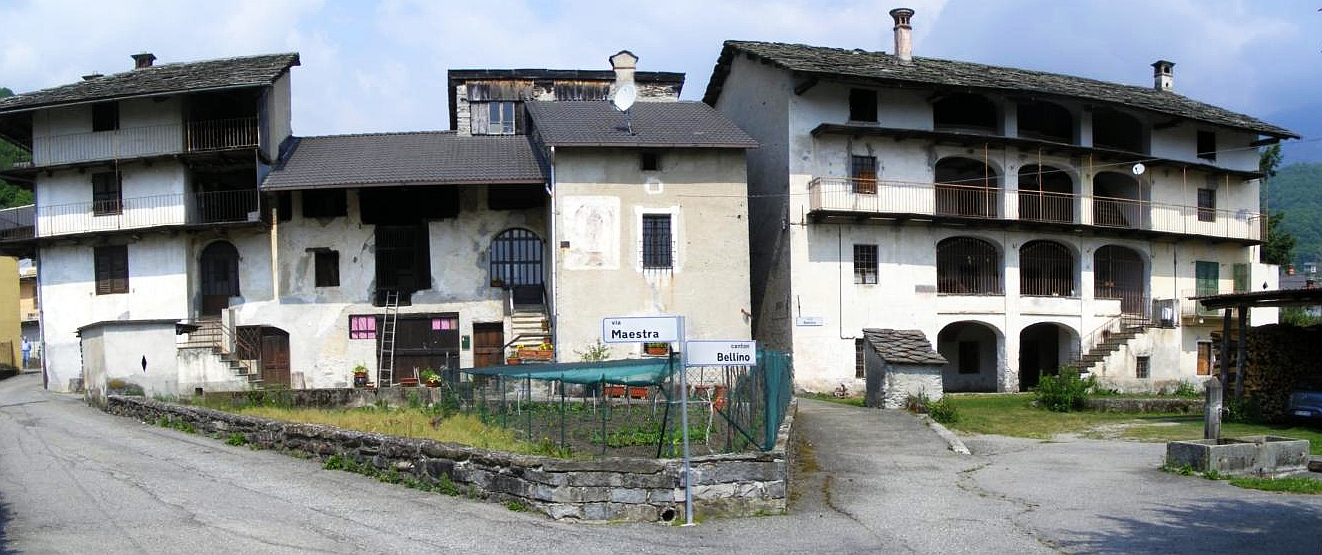
Ortskern
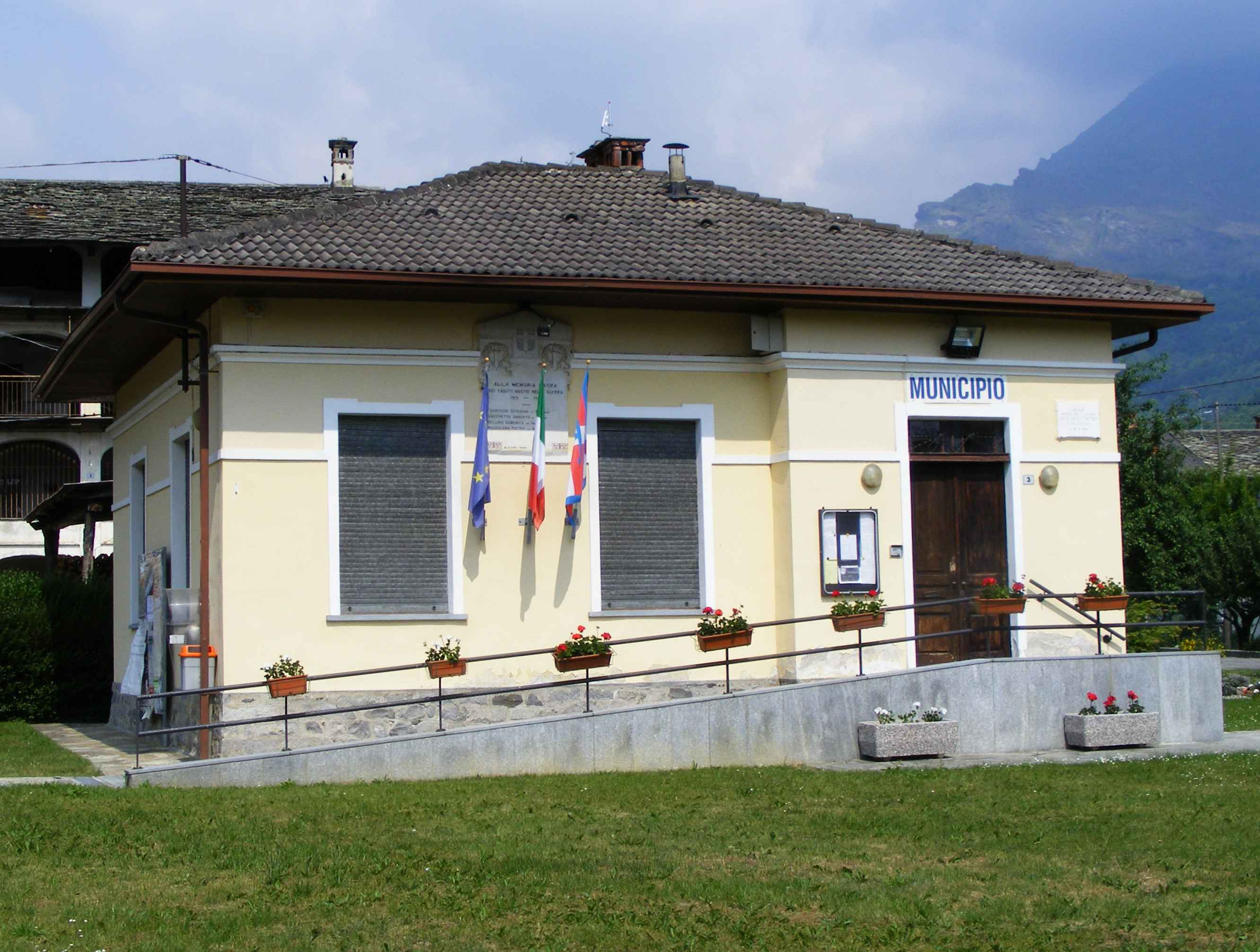
Ehemaliges Rathaus